# SAMPLE
SAMPLE – wyraz mnemotechniczny ułatwiający prowadzenie wywiadu ratowniczego. Rozwijając ten skrót nawet w ogromnym stresie związanym z prowadzonymi działaniami, ratownik korzystając z konstrukcji wyrazu rozwija znaczenie kolejnych liter. Wywiad ten obejmuje zebranie informacji bądź ustalenie faktów o zaistniałym zdarzeniu np. przyczynach zachorowania, mechanizmach wywołujących uraz czy też oszacowanie siły powodującej obrażenia, itp.
| S | symptoms                                      | symptomy         | jakie dolegliwości, objawy ma poszkodowany                                   |
| A | allergies                                     | alergie          | czy poszkodowany jest na coś uczulony                                        |
| M | medications                                   | medykamenty      | czy poszkodowany stosuje jakieś lekarstwa                                    |
| P | past medical history                          | przebyte choroby | wywiad chorobowy                                                             |
| L | last oral intake                              | ostatni posiłek  | kiedy poszkodowany jadł ostatni posiłek i co jadł                            |
| E | events leading up to present illness / injury | co się stało     | czy poszkodowany pamięta okoliczności, które poprzedzały wystąpienie objawów |